# احتیاط
احتیاط در احکام تکلیفی از نظر فقهی بر دو نوع است: واجب و مستحب

## احتیاط تکلیفی

### احتیاط واجب
در احتیاط واجب، مقلد بین عمل به احتیاط مرجع خود و رجوع به نظر مرجعی دیگر، اختیار دارد. اگر مرجع تقلید به عللی در مسئله‌ای فتوا (نظر صریح فقهی) نداشت و احتیاط کرد به این احتیاط؛ احتیاط واجب می گویند که البته در این صورت، مقلد نمی‌تواند (به استناد احتیاطی بودن نظر مرجع خود) آن را ترک کند؛ بلکه یا باید به احتیاط واجب مرجع خویش عمل کند و یا در مسئله، به مرجع تقلید دیگری( با رعایت «الاعلم فالاعلم»  ) رجوع کرده و نظر او را مبنای عمل خود قرار دهد.

### احتیاط مستحب
اگر مرجع تقلید نخست فتوای خود را بیان نمود و آن گاه در مسئله احتیاط کرد، آن را احتیاط مستحب می‌نامند. در این نوع احتیاط، ترک عمل احتیاطی برای مقلد جایز است؛ اگر چه انجام دادن آن ثواب و پاداش دارد. بنابراین، در احتیاط مستحب، مقلد، بین عمل به احتیاط مستحب و فتوای همراه آن، اختیار دارد.

## اصل احتیاط
در اصول فقه، اصل احتیاط آنست که بر ما لازم است عمل به احتیاط کنیم و طوری عمل کنیم که اگر واقعاً تکلیفی وجود داشته باشد، آن را انجام داده باشیم..